# Anna’s Retreat
Anna’s Retreat, U.S. Virgin Islands, ist eine Kleinstadt im Landkreis Tutu im Osten der Insel Saint Thomas, Amerikanische Jungferninseln (USA) im Karibischen Meer.
Nach dem von ihm westlich gelegenen Charlotte Amalie ist Anna’s Retreat der zweitgrößte Ort der Amerikanischen Jungferninseln mit 5519 Einwohnern (Stand 2020).
Im Vergleich Charlotte Amalie zeichnet sich die Stadt durch ländlich anmutende bewaldete Gebiete und mit Einfamilienhäusern bebaute geschwungene Straßenzüge aus. Anna’s Retreat hat mit der Tutu Park Mall ein Einkaufszentrum, die St. Paul Baptist Church und den St Thomas Skate & Bike Park and Playground sowie ein Gästehaus und Hostel.